# Área de Conservação da Paisagem do Rio Narva
A Área de Conservação da Paisagem do Rio Narva é um parque natural localizado no condado de Ida-Viru, na Estónia.
A área do parque natural é de 14 hectares.
A área protegida foi fundada em 1959 para proteger o leito e as margens do rio Narva.